# Jean-Luc Couchard
Jean-Luc Couchard (n. 14 iulie 1969, la Dolhain, Limbourg) este un actor și comedian belgian.

## Filmografie

### Scurtmetraje
- 1994 : Paul, un portrait de Marc Urlus et Joël Warnant
- 1998 : Abattages de Joël Warnant
- 1999 : Quand on est amoureux c'est merveilleux de Fabrice Du Welz : Adam
- 2001 : Pâques au tison de Martine Doyen
- 2001 : Le Fruit défendu de Joël Warnant
- 2002 : Maintenant d'Inés Rabadán : Hans
- 2002 : The Twice a Month Gang de Hugues Hausman
- 2005 : Douce nuit de Nicolas Bertrand
- 2005 : Croit de Fabrice Couchard
- 2007 : Missing de Matthieu Donck : L'inspecteur
- 2005 : Mini Trip de Jean-Michel Vovk : Koço
- 2010 : Ladyboys de Joël Warnant : Henry de Sart
- 2010 : La Fin du monde de Michael Havenith : Serge
- 2013 : Sacré Charlemagne d'Adrien-François

### Lung-metraje
- 2000 : Deuxième quinzaine de juillet de Christophe Reichert : Jeune campeur
- 2001 : Lisa de Pierre Grimblat : Le deuxième soldat
- 2001 : Grégoire Moulin contre l'humanité d'Artus de Penguern : Un supporter dans le bar
- 2004 : Pour le plaisir de Dominique Deruddere
- 2004 : Calvaire de Fabrice Du Welz : Boris
- 2006 : Komma de Martine Doyen : Infirmier de la morgue
- 2006 : Congorama de Philippe Falardeau : Le journaliste
- 2005 : Comme tout le monde de Pierre-Paul Renders : Le premier journaliste
- 2005 : Dikkenek d'Olivier Van Hoofstadt : Jean-Claude
- 2007 : Taxi 4 de Gérard Krawczyk : Albert Vandenbossche, dit « Le Belge »
- 2007 : Voleurs de chevaux de Micha Wald : Le douanier
- 2008 : Les Dents de la nuit de Vincent Lobelle et Stephen Cafiero : M. Francis et le Maître de Cérémonie
- 2009 : Les Barons de Nabil Ben Yadir : Ozgür
- 2010 : Protéger et Servir d'Éric Lavaine : Le Chauffeur de Letellier
- 2010 : Le Baltringue de Cyril Sebas : Le Boss
- 2010 : Rien à déclarer de Dany Boon : Le frère Vanuxem
- 2011 : Titeuf, le film de Zep : Le psy imaginaire
- 2011 : Mon pire cauchemar de Anne Fontaine : Milou
- 2011 : Les Tribulations d'une caissière de Pierre Rambaldi : Mercier
- 2012 : Il était une fois, une fois de Christian Merret-Palmair : Frank Vrut
- 2012 : Couleur de peau : miel de Laurent Boileau et Jung : Le père adoptif de Jung
- 2012 : Dead Man Talking de Patrick Ridremont
- 2013 : Win Win de Claudio Tonetti
- 2014 : Maintenant ou jamais de Serge Frydman

### Televiziune
- 1998 : Il n'y a pas d'amour sans histoires de Jérôme Foulon : L'homme au supermarché
- 2001 : La Colère du diable de Chris Vander Stappen : Michel
- 2003 : L'Adorable Femme des neiges de Jean-Marc Vervoet : Gérard
- 2008 : La Maison Tellier d'Élisabeth Rappeneau : Boblec
- 2008 : C'est mieux la vie quand on est grand de Luc Béraud : Le Juge
- 2008-2010 : Hero Corp de Simon Astier : Dan (11 episoade)
- 2009 : Promotion ascenceur de Michael Havenith
- 2010 : Au bonheur des hommes de Vincent Monnet : Picha
- 2010 : Bonne année quand même de Hugues Hausman
- 2011 : Gérald K. Gérald d'Élisabeth Rappeneau : Jean-Claude Freud
- 2014 : Pierre Dac, la guerre des ondes (docu-fiction) de Laurent Jaoui : Maurice Van Moppes
- 2014 : Marie Curie, une femme sur le front d'Alain Brunard
- 2014 : Kontainer Kats de Michelangelo Marchese